# マーロン・デボニッシュ
マーロン・デボニッシュ（Marlon Devonish、1976年6月1日 - ）は、イギリスの陸上競技選手。アテネオリンピックの金メダリストである。コヴェントリー出身。

## 経歴
デボニッシュは、1995年のヨーロッパジュニア選手権の200mで優勝。最初のメジャーな大会での優勝を果たした。3年後の1998年には、マレーシアのクアラルンプールで開催されたコモンウェルスゲームズの4×100mリレーにイングランド代表として出場し、優勝を果たす。さらに、翌年のスペインのセビリヤで開催された世界選手権でもイギリス代表として4×100mリレーに出場し、銀メダルを獲得した。2000年には初めてのオリンピックとなるシドニーオリンピックの英国代表となり、200mと4×100mリレーに出場したが、200mは2次予選で敗退。4×100mリレーも予選で失格となった。
2002年のマンチェスターで開催されたコモンウェルスゲームズでは、200mで銀メダル。さらに4×100mリレーでは前大会に引き続き2連覇を達成した。この直後にミュンヘンで行われたヨーロッパ選手権にも出場し、200mで銅メダルを獲得。さらに4×100mリレーでは38秒19でウクライナ以下を押さえ優勝。しかし、2003年10月に、リレーメンバーであったドウェイン・チェンバースは、薬物の陽性反応が発覚したため出場停止処分を受けた。チェンバースの記録は、2002年から遡及して取消の対象となったことから、2002年のヨーロッパ選手権の4×100mリレーについて、イギリスは失格となり、デボニッシュは金メダルを失った。2003年のパリの世界選手権でもデボニッシュは4×100mリレーで銀メダルを獲得していたが、同様の理由でメダルが剥奪されている。
デボニッシュは、2004年アテネオリンピックでも4×100mリレーのメンバーとして2大会連続のオリンピック出場を果たす。そして、ジェイソン・ガードナー、ダレン・キャンベル、マーク・ルイス＝フランシスとともに、2位のアメリカを100分の1秒差という僅差で破り、金メダルを獲得した。
2005年には、ヘルシンキで開催された世界選手権の4×100mリレーで銅メダル。2006年にはスウェーデンのイェーテボリで開催されたヨーロッパ選手権で、4年前に引き続き200mで銅メダル。4×100mリレーでは金メダルを獲得し、前回の借りを返した。2007年の大阪で開催された世界選手権でも4×100mリレーで銅メダルを獲得している。

## 自己ベスト
- 100m - 10秒06 (2007年)
- 200m - 20秒19 (2002年)
- 400m - 46秒83 (2000年)

## 主な実績
| 年   | 大会                   | 場所                         | 種目         | 結果      | 記録      |
| ---- | ---------------------- | ---------------------------- | ------------ | --------- | --------- |
| 1998 | ヨーロッパ陸上選手権   | ブダペスト(ハンガリー)       | 100m         | 5位       | 10秒24    |
| 1998 | コモンウェルスゲームズ | クアラルンプール(マレーシア) | 100m         | 8位       | 10秒22    |
| 1998 | コモンウェルスゲームズ | クアラルンプール(マレーシア) | 4×100mリレー | 1位       | 38秒20    |
| 1999 | 世界陸上選手権         | セビリヤ(スペイン)           | 4×100mリレー | 2位       | 37秒73    |
| 2000 | オリンピック           | シドニー(オーストラリア)     | 200m         | 7位（qf） | 20秒82    |
| 2000 | オリンピック           | シドニー(オーストラリア)     | 4×100mリレー | - （qf）  | DQ        |
| 2001 | 世界陸上選手権         | エドモントン(カナダ)         | 200m         | 8位       | 20秒38    |
| 2002 | コモンウェルスゲームズ | マンチェスター(イギリス)     | 200m         | 2位       | 20秒19    |
| 2002 | コモンウェルスゲームズ | マンチェスター(イギリス)     | 4×100mリレー | 1位       | 38秒62    |
| 2002 | ヨーロッパ陸上選手権   | ミュンヘン(ドイツ)           | 200m         | 3位       | 20秒24    |
| 2002 | ヨーロッパ陸上選手権   | ミュンヘン(ドイツ)           | 4×100mリレー | -         | DQ        |
| 2002 | IAAFワールドカップ     | マドリッド(スペイン)         | 200m         | 3位       | 20秒32    |
| 2003 | 世界室内陸上選手権     | バーミンガム(イギリス)       | 200m         | 1位       | 20秒62    |
| 2003 | 世界陸上選手権         | パリ(フランス)               | 4×100mリレー | -         | DQ        |
| 2004 | オリンピック           | アテネ(ギリシャ)             | 4×100mリレー | 1位       | 38秒07    |
| 2005 | 世界陸上選手権         | ヘルシンキ(フィンランド)     | 4×100mリレー | 3位       | 38秒27    |
| 2006 | コモンウェルスゲームズ | メルボルン(オーストラリア)   | 100m         | 8位       | 10秒30    |
| 2006 | コモンウェルスゲームズ | メルボルン(オーストラリア)   | 200m         | -（sf）   | 20秒93    |
| 2006 | コモンウェルスゲームズ | メルボルン(オーストラリア)   | 4×100mリレー | -         | DNF       |
| 2006 | コモンウェルスゲームズ | メルボルン(オーストラリア)   | 4×400mリレー | 4位       | 3分02秒01 |
| 2006 | ヨーロッパ陸上選手権   | イェーテボリ(スウェーデン)   | 200m         | 3位       | 20秒54    |
| 2006 | ヨーロッパ陸上選手権   | イェーテボリ(スウェーデン)   | 4×100mリレー | 1位       | 38秒91    |
| 2006 | IAAFワールドカップ     | アテネ(ギリシャ)             | 4×100mリレー | 2位       | 38秒45    |
| 2007 | 世界陸上選手権         | 大阪(日本)                   | 100m         | 6位       | 10秒14    |
| 2007 | 世界陸上選手権         | 大阪(日本)                   | 4×100mリレー | 3位       | 37秒90    |

- qfは2次予選・準々決勝、sfは準決勝